# هضمونيات
الهَضْمونِيَّات (بالإنجليزية: Peptococcaceae)‏ هيَ عائلة بَكتيرية ضِمن رُتبة الكلوستريدياليس.